# آرثر توماس بيت
آرثر توماس بيت (بالإنجليزية: Arthur Thomas Bate)‏ هو حكم نيوزيلندي، ولد في 28 يناير 1855، وتوفي في 14 يناير 1922.